# 佐世保市
佐世保市（日语：／ Sasebo shi */?）是位於日本九州地區的西北端，長崎縣北部的城市，位於首府長崎市西北方偏北約50公里，為長崎縣內僅次於長崎市的第二大城市，目前也是中核市。轄區範圍位於從北松浦半島的根部至半島中南部，北松浦半島中央部份廣闊的山脈地形延伸至市中心附近，因此有許多斜坡的街道，中西部的相浦地區和南部的早岐地區也都有較密集的市區。位於五島列島北端的宇久島亦屬佐世保市管轄。
西側海岸為溺灣地形，適合作為港口，在市區的佐世保港設有佐世保海軍基地，內有美國海軍佐世保美國艦隊基地，以及海上自衛隊佐世保基地等設施。
沿海區域及海上眾多的島嶼被劃入西海國立公園，市區南部則有以荷蘭風格為主題的豪斯登堡。

## 氣候

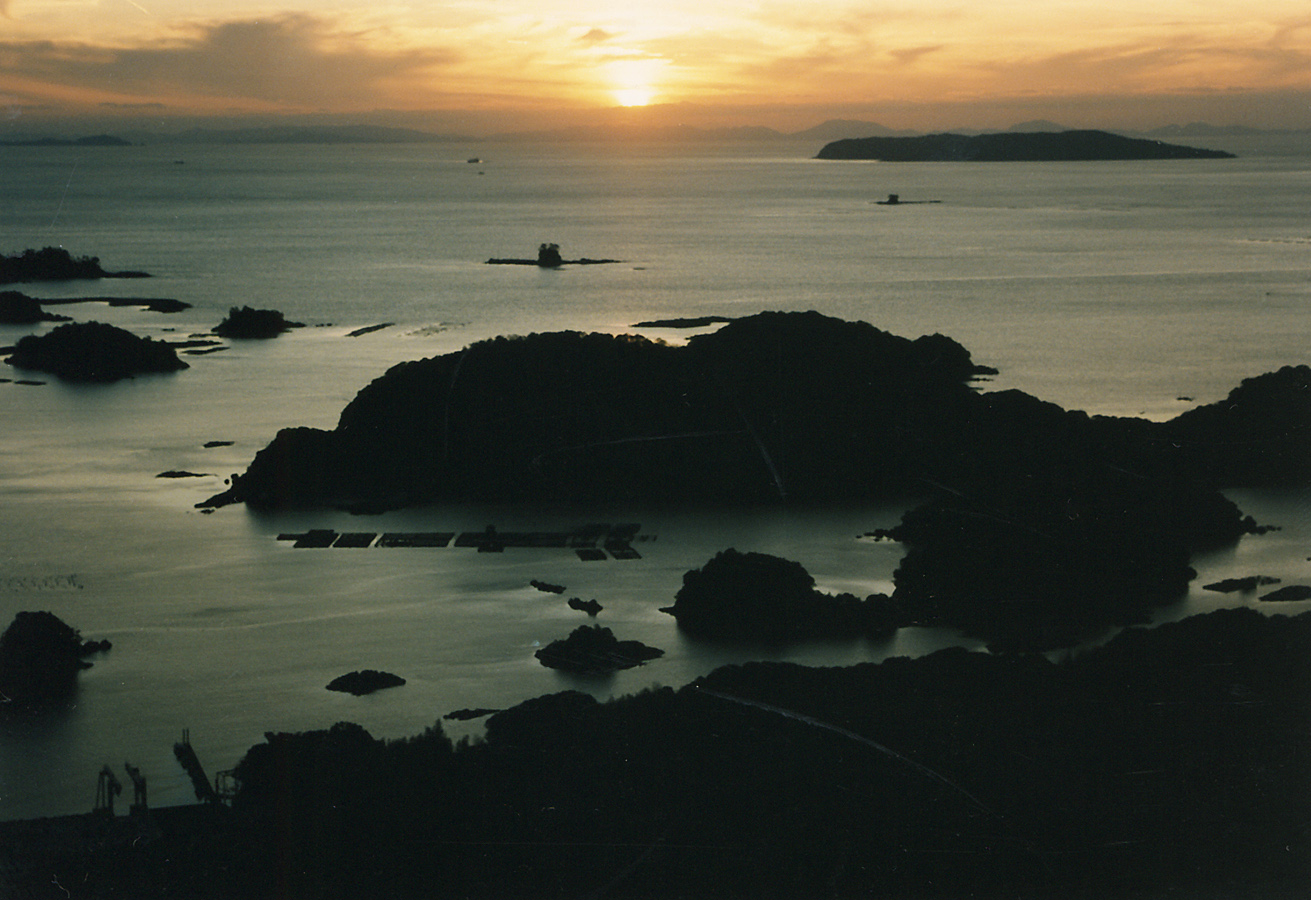
九十九島

年平均氣溫為17.4℃，平均降雨量2,207公釐（2006年數據）。
整體看來一年的氣溫普遍較高，冬天由於對馬海流的影響，也很少有0度以下的氣溫，而陰天的日子較多。氣候類型是介於太平洋型和日本海型的中間形態。
梅雨季節很長，高溫、溼氣較多，降雨量也很大。佐世保市位在熱帶氣旋經常通過的地區，從梅雨季至秋天之間，經常出現引起水患的大雨。一年內的晴天日數是九州地區最少的城市，平均每年有三分之一的日子降雨量超過一公釐、或是晴時多雲偶陣雨的天氣。雖然雨量大，但由於地形的關係，水資源卻不是非常充足。在1994年至1995年間曾發生約七個月的缺水情形，在市內實施了供水限制。

## 歷史

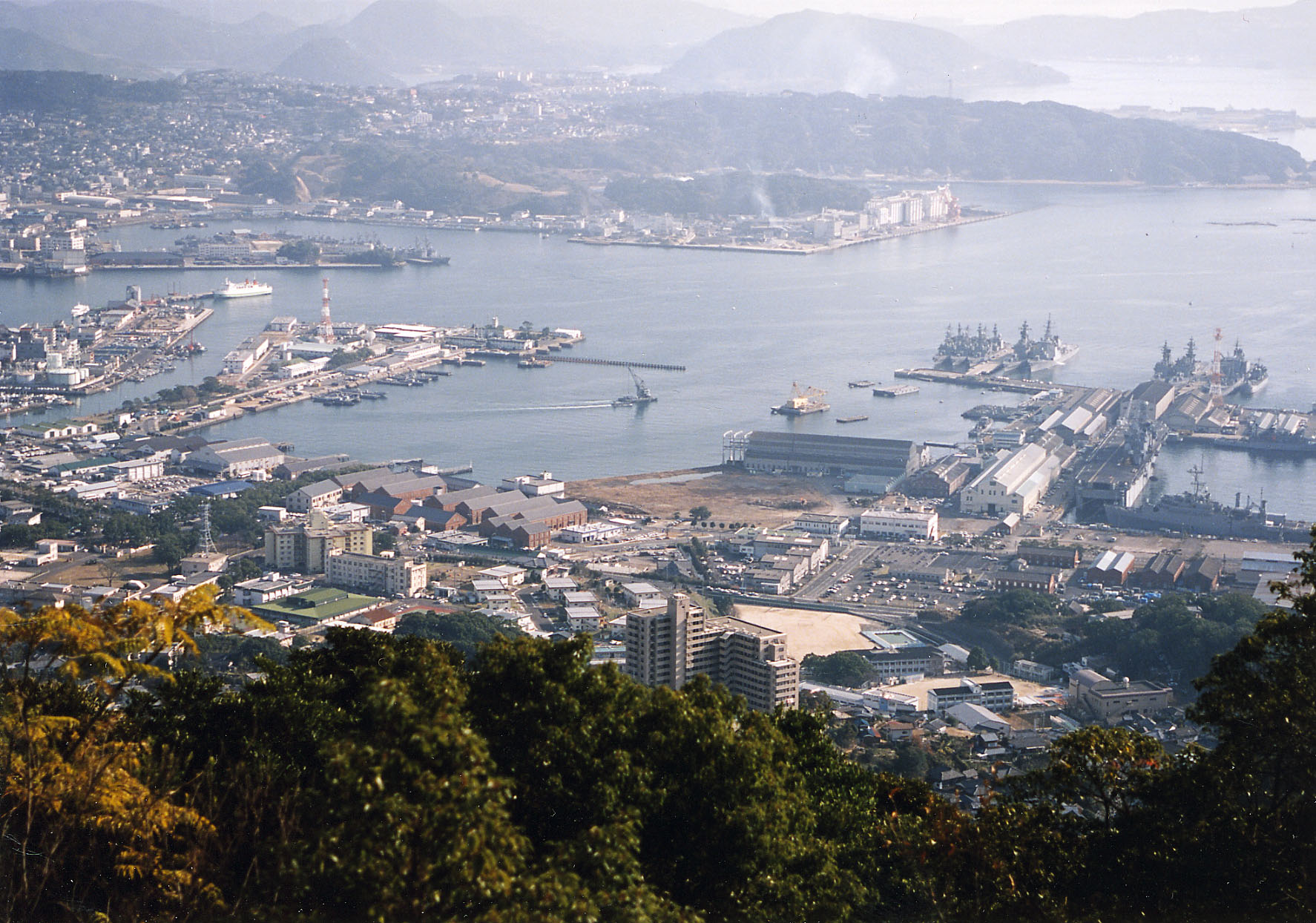
佐世保港

現在的市中心地區在江戶時代只是一個漁村，直到明治時代日本海軍在此設置佐世保鎮守府，成為日本防衛西側海域的重心，也帶動了地區的快速發展。但在第二次世界大戰之後，由於日本海軍的解體，以及戰爭期間遭到大量空襲破壞，造成人口快速減少。原先的日本海軍基地有部分設施在戰後被美國海軍第七艦隊接收，成為駐日美軍的佐世保海軍基地。

### 年表
- 1871年：廢藩置縣，從原屬平戶藩（松浦藩）改為隸屬平戶縣。
- 1878年：實施村制，設置佐世保村，隸屬東彼杵郡。
- 1889年4月1日：實施町村制，現在的轄區在當時分屬：
  - 東彼杵郡：佐世保村、日宇村、早岐村、廣田村、折尾瀨村、江上村、崎針尾村、宮村
  - 北松浦郡：山口村、大野村、中里村、皆瀨村、柚木村、黑島村、吉井村、世知原村、平村、神浦村、小佐佐村、鹿町村、江迎村
- 1902年4月1日：佐世保村改制為佐世保市（當時人口為45,766人）。由於轄區內有部分地區反對改制，故在改制前的3月18日脫離佐世保市，獨立為佐世村，隸屬東彼杵郡。
- 1923年4月1日：早岐村改制為早岐町。
- 1927年4月1日：
  - 佐世村、日宇村被併入佐世保市。
  - 廣田村被併入早岐町。
- 1930年4月3日：山口村改制並改名為相浦町。
- 1938年4月1日：相浦町被併入佐世保市。
- 1940年4月1日：江迎村改制為江迎町。
- 1940年4月17日：大野村改制為大野町。
- 1940年11月3日：世知原村改制為世知原町。
- 1942年5月27日：早岐町、大野町、中里村、皆瀨村被併入佐世保市。
- 1949年8月1日：平村改制為平町。
- 1947年10月1日：鹿町村改制為鹿町町。
- 1950年5月3日：小佐佐村改制為小佐佐町。
- 1951年12月1日：吉井村改制為吉井町。
- 1954年4月1日：柚木村、黑島村被併入佐世保市。
- 1955年4月1日：折尾瀨村、江上村、崎針尾村被併入佐世保市。
- 1955年4月1日：平町和神浦村合併為宇久町。
- 1958年8月1日：宮村被併入佐世保市，此時的佐世保市人口約有26萬5千人、面積為248平方公里。
- 2001年4月1日：成為特例市。
- 2005年4月1日：吉井町、世知原町被併入佐世保市，此時的佐世保市人口約有24萬8千人、面積為307平方公里。
- 2006年3月31日：小佐佐町、宇久町被併入佐世保市，此時的佐世保市人口約有25萬8千人、面積364平方公里。
- 2010年3月31日：江迎町、鹿町町被併入佐世保市。

### 變遷表
| 1889年以前           | 1889年4月1日                | 1889年 - 1926年             | 1926年 - 1944年                 | 1926年 - 1944年             | 1945年 - 1954年           | 1955年 - 1989年                        | 1989年 - 現在              | 現在     |
| -------------------- | --------------------------- | --------------------------- | ------------------------------- | --------------------------- | ------------------------- | -------------------------------------- | -------------------------- | -------- |
|                      | 東彼杵郡 佐世保村           | 1902年4月1日 佐世保市       | 1902年4月1日 佐世保市           | 佐世保市                    | 佐世保市                  | 佐世保市                               | 佐世保市                   | 佐世保市 |
| 1902年3月18日 佐世村 | 東彼杵郡 佐世保村           | 1927年4月1日 併入佐世保市   |                                 | 佐世保市                    | 佐世保市                  | 佐世保市                               | 佐世保市                   | 佐世保市 |
|                      | 東彼杵郡 日宇村             | 1927年4月1日 併入佐世保市   |                                 | 佐世保市                    | 佐世保市                  | 佐世保市                               | 佐世保市                   | 佐世保市 |
|                      | 東彼杵郡 早岐村             | 1923年4月1日 早岐町         | 1923年4月1日 早岐町             | 1942年5月27日 併入佐世保市  | 佐世保市                  | 佐世保市                               | 佐世保市                   | 佐世保市 |
|                      | 東彼杵郡 廣田村             | 東彼杵郡 廣田村             | 1927年4月1日 併入早岐町         | 1942年5月27日 併入佐世保市  | 佐世保市                  | 佐世保市                               | 佐世保市                   | 佐世保市 |
|                      | 東彼杵郡 折尾瀨村           | 東彼杵郡 折尾瀨村           | 東彼杵郡 折尾瀨村               | 東彼杵郡 折尾瀨村           | 1955年4月1日 併入佐世保市 | 佐世保市                               | 佐世保市                   | 佐世保市 |
|                      | 東彼杵郡 江上村             |                             |                                 |                             | 1955年4月1日 併入佐世保市 | 佐世保市                               | 佐世保市                   | 佐世保市 |
|                      | 東彼杵郡 崎針尾村           |                             |                                 |                             | 1955年4月1日 併入佐世保市 | 佐世保市                               | 佐世保市                   | 佐世保市 |
|                      | 東彼杵郡 宮村               | 東彼杵郡 宮村               | 東彼杵郡 宮村                   | 東彼杵郡 宮村               | 1958年8月1日 併入佐世保市 | 佐世保市                               | 佐世保市                   | 佐世保市 |
|                      | 北松浦郡 山口村             | 北松浦郡 山口村             | 1930年4月3日 改制並改名為相浦町 | 1938年4月1日 併入佐世保市   | 佐世保市                  | 佐世保市                               | 佐世保市                   | 佐世保市 |
|                      | 北松浦郡 大野村             | 北松浦郡 大野村             | 1940年4月17日 大野町            | 1942年5月27日 併入佐世保市  | 佐世保市                  | 佐世保市                               | 佐世保市                   | 佐世保市 |
|                      | 北松浦郡 中里村             |                             |                                 | 1942年5月27日 併入佐世保市  | 佐世保市                  | 佐世保市                               | 佐世保市                   | 佐世保市 |
|                      | 北松浦郡 皆瀨村             |                             |                                 | 1942年5月27日 併入佐世保市  | 佐世保市                  | 佐世保市                               | 佐世保市                   | 佐世保市 |
|                      | 北松浦郡 黑島村             | 北松浦郡 黑島村             | 北松浦郡 黑島村                 | 北松浦郡 黑島村             | 1954年4月1日 併入佐世保市 | 佐世保市                               | 佐世保市                   | 佐世保市 |
|                      | 北松浦郡 柚木村             |                             |                                 |                             | 1954年4月1日 併入佐世保市 | 佐世保市                               | 佐世保市                   | 佐世保市 |
|                      | 北松浦郡 世知原村           | 北松浦郡 世知原村           | 北松浦郡 世知原村               | 1940年11月3日 世知原町      | 1940年11月3日 世知原町    | 1940年11月3日 世知原町                 | 2005年4月1日 併入佐世保市  | 佐世保市 |
|                      | 北松浦郡 吉井村             | 北松浦郡 吉井村             | 北松浦郡 吉井村                 | 北松浦郡 吉井村             | 1941年12月1日 吉井町      | 1941年12月1日 吉井町                   | 2005年4月1日 併入佐世保市  | 佐世保市 |
|                      | 北松浦郡 小佐佐村           | 北松浦郡 小佐佐村           | 北松浦郡 小佐佐村               | 北松浦郡 小佐佐村           | 1940年5月3日 小佐佐町     | 1940年5月3日 小佐佐町                  | 2006年3月31日 併入佐世保市 | 佐世保市 |
|                      | 北松浦郡 平村               | 北松浦郡 平村               | 北松浦郡 平村                   | 北松浦郡 平村               | 1949年8月1日 平町         | 1955年4月1日 宇久町                    | 2006年3月31日 併入佐世保市 | 佐世保市 |
|                      | 北松浦郡 神浦村             |                             |                                 |                             |                           | 1955年4月1日 宇久町                    | 2006年3月31日 併入佐世保市 | 佐世保市 |
|                      | 北松浦郡 江迎村             | 北松浦郡 江迎村             | 1940年4月1日 江迎町             | 1940年4月1日 江迎町         | 1940年4月1日 江迎町       | 1940年4月1日 江迎町                    | 2010年3月31日 併入佐世保市 | 佐世保市 |
|                      | 北松浦郡 鹿町村（ししまち） | 北松浦郡 鹿町村（ししまち） | 北松浦郡 鹿町村（ししまち）     | 北松浦郡 鹿町村（ししまち） | 1947年10月1日 鹿町町      | 1958年10月1日 改名為鹿町町（しかまち） | 2010年3月31日 併入佐世保市 | 佐世保市 |

## 交通

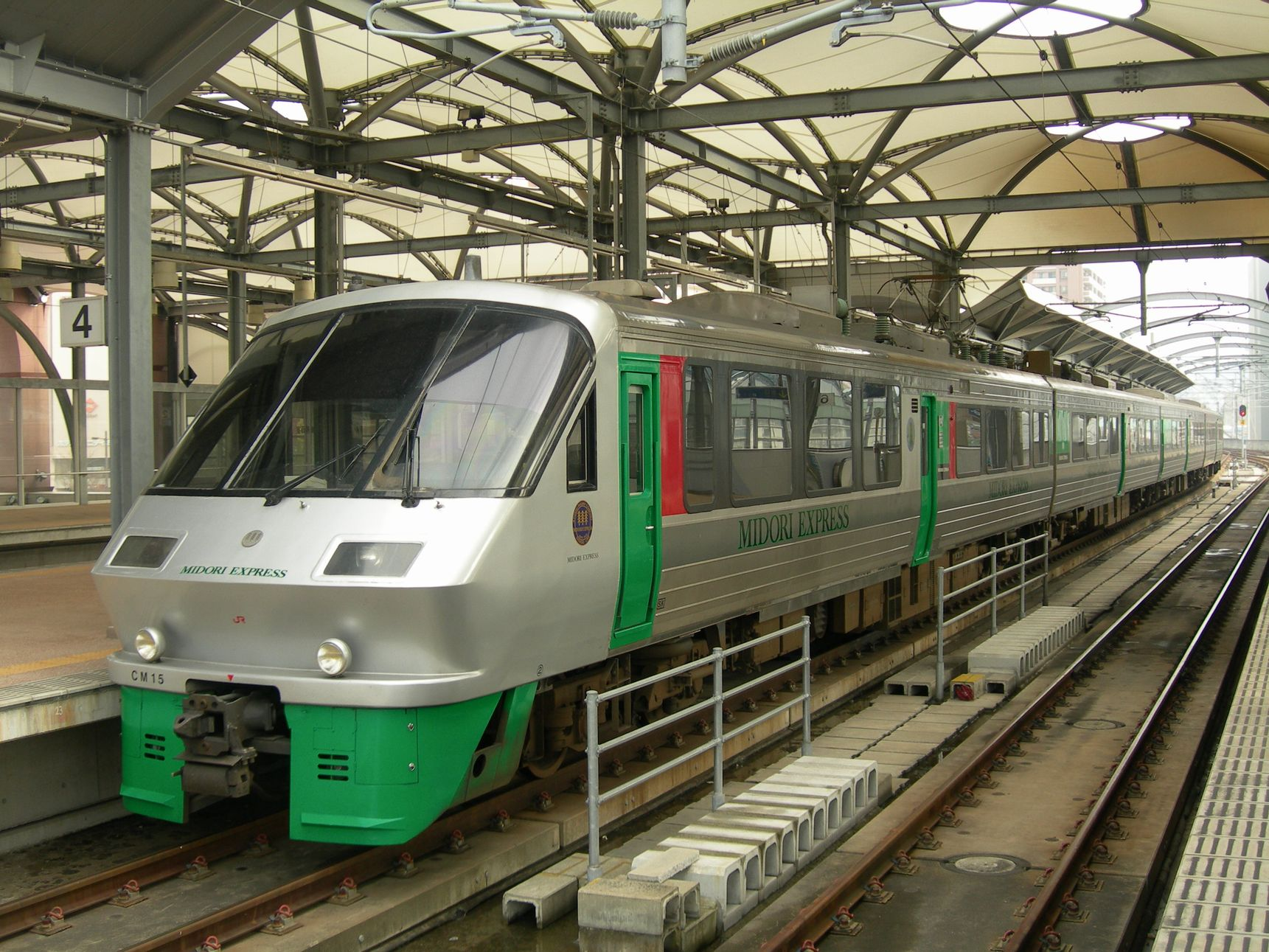
特急綠號列車（783系電車）

### 鐵路
每小時有一班L特急「綠號列車」在博多車站與佐世保車站之間來往，而從博多車站駛往豪斯登堡車站的豪斯登堡號列車則會與綠號列車聯結共同從博多車站出發，直到早岐車站時分開，在自行駛往豪斯登堡車站；與長崎縣縣廳所在地長崎市之間也有經由大村線的快速列車營運。
鐵路路線
- 九州旅客鐵道
  - 佐世保線：三河內車站 - 早岐車站 - 大塔車站 - 日宇車站 - 佐世保車站
  - 大村線：早岐車站 - 豪斯登堡車站 - 南風崎車站
- 松浦鐵道
  - 西九州線：末橘車站 - 江迎鹿町車站 - 高岩車站 - 豬調車站 - 潛龍瀧車站 - 吉井車站 - （通過佐佐町轄區） - 真申車站 - 棚方車站 - 相浦車站 - 大學車站 - 上相浦車站 - 本山車站 - 中里車站 - 皆瀨車站 - 野中車站 - 左石車站 - 泉福寺車站 - 山之田車站 - 北佐世保車站 - 中佐世保車站 - 佐世保中央車站 - 佐世保車站

|  |  |  |
|  |  |  |
|  |  |  |
|  |  |  |

### 港口
- 佐世保港

### 道路
高速道路
- 西九州自動車道：江迎交流道 - （佐佐町） - 相浦中里交流道 - 佐世保中央交流道 - 佐世保港交流道 - 佐世保大塔交流道 - 佐世保三川內交流道

## 觀光資源

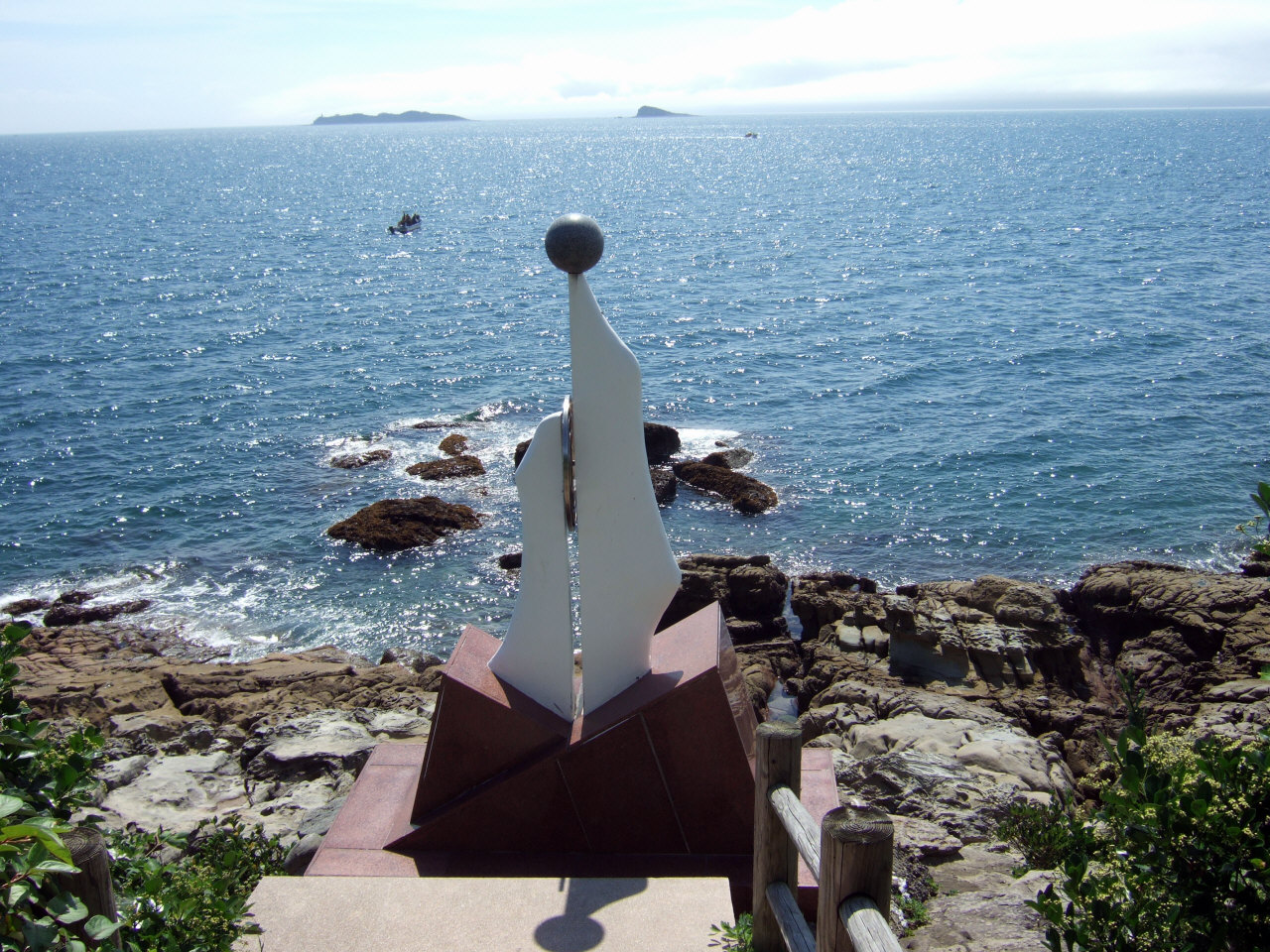
神崎鼻公園的日本本土最西端紀念碑

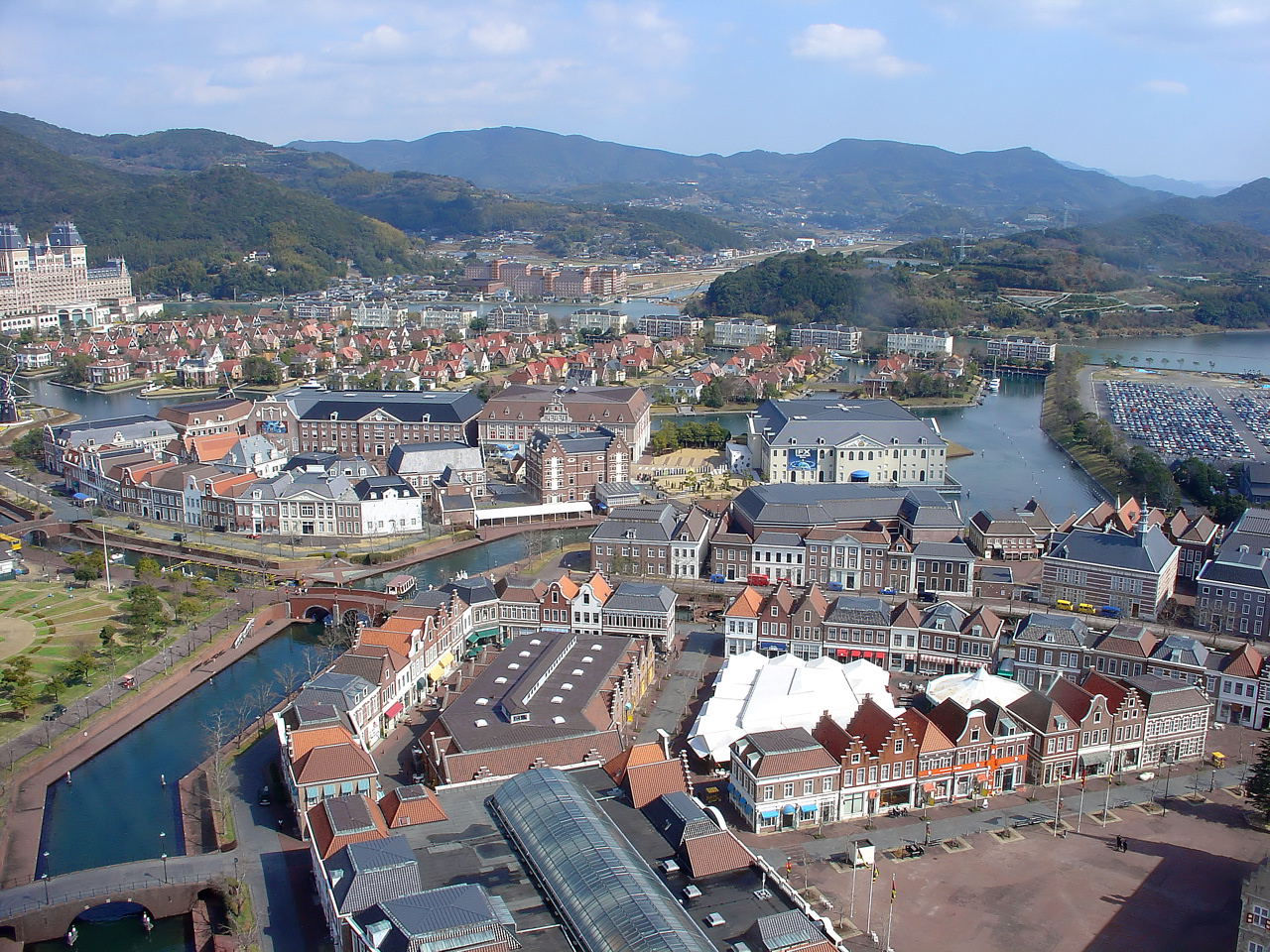
豪斯登堡鳥瞰圖

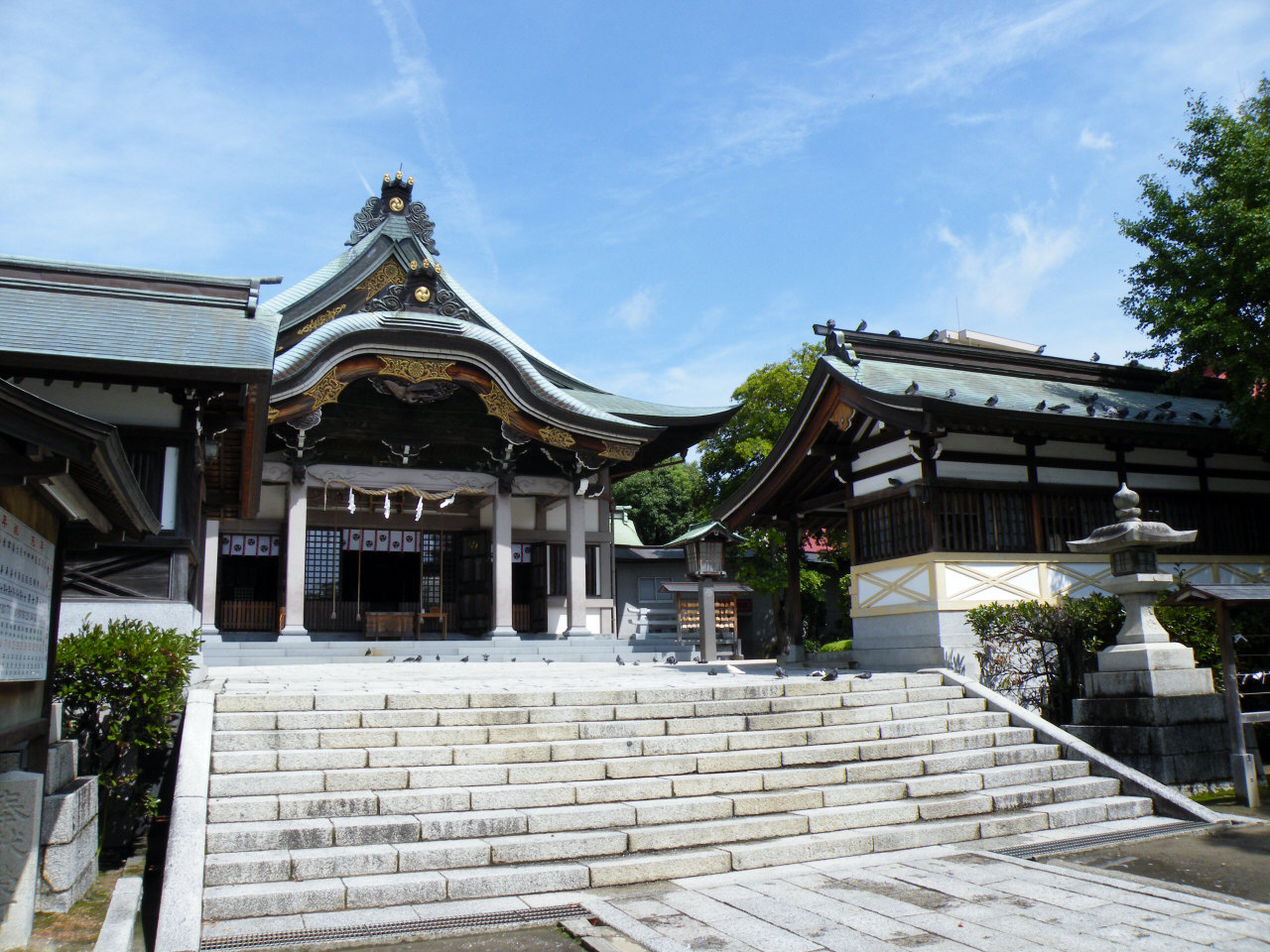
龜山八幡宮

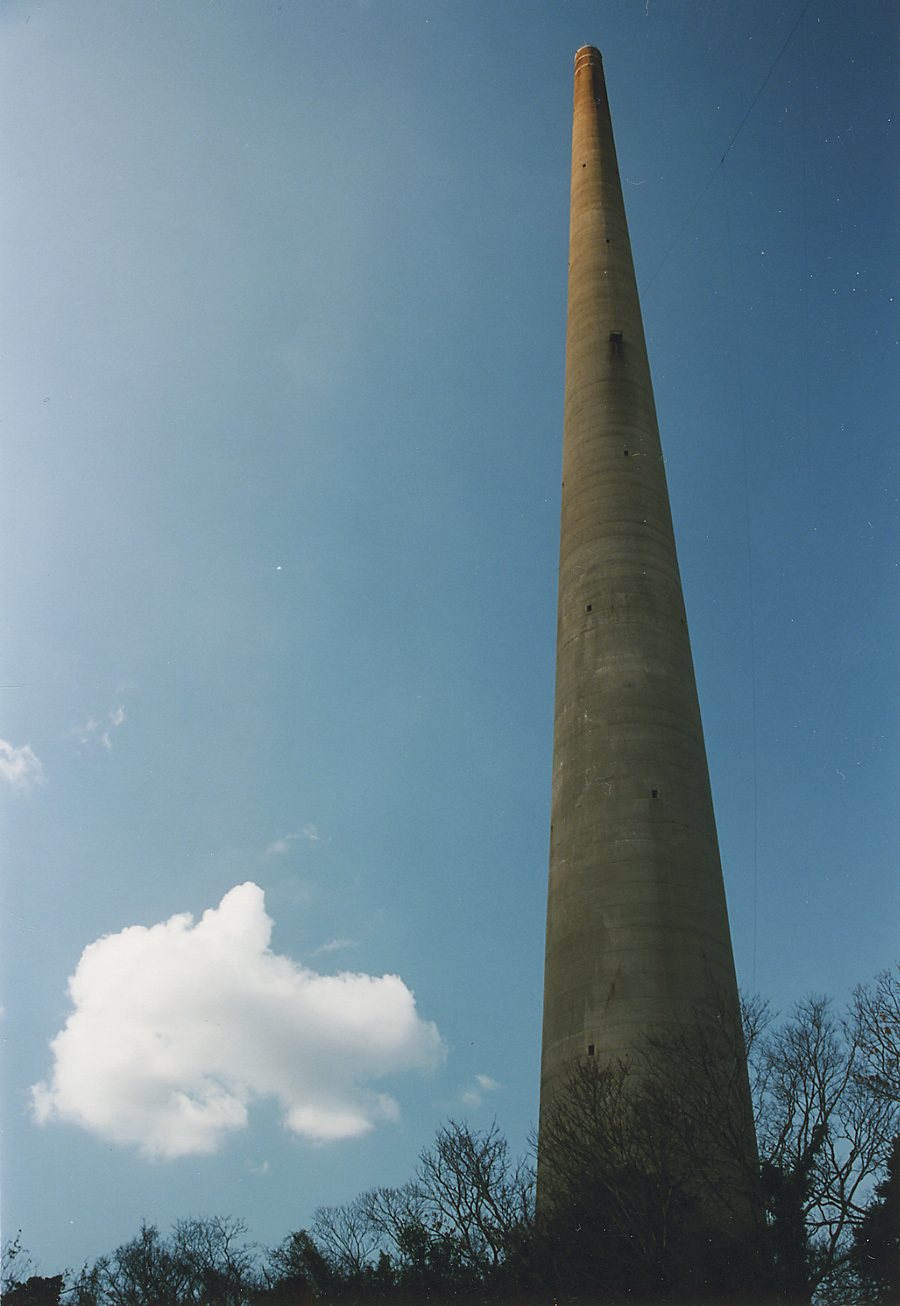
針尾送信所遺跡

### 景點
- 九十九島
- 弓張岳展望台、高射炮台遺跡
- 西海橋
- 新西海橋：賞櫻、觀潮景點
- 東公園：舊海軍墓地
- 神崎鼻公園：日本本土最西端
- 舊海軍佐世保鎮守府凱旋記念館
- 黑島天主堂
- 豪斯登堡
- 西海珍珠海中心
- 佐世保市亞熱帶動植物園（石岳動植物園）
- 海上自衛隊佐世保史料館
- 佐世保市博物館島瀨美術中心
- 三川内陶磁器文化中心
- 世知原煤礦資料館
- 城島健司棒球記念館
- 宇久島資料館
- 日本海軍針尾送信所遺跡

## 教育

### 大學
公立
- 長崎縣立大學

私立
- 長崎國際大學（日语：長崎国際大学）

### 短期大學
私立
- 長崎短期大學

### 高等專門學校
國立
- 佐世保工業高等專門學校

### 高等學校
| 公立 - 長崎縣立佐世保北中學校、高等學校 - 長崎縣立佐世保南高等學校 - 長崎縣立佐世保西高等學校 - 長崎縣立佐世保商業高等學校 - 長崎縣立佐世保工業高等學校 - 長崎縣立佐世保中央高等學校 - 長崎縣立佐世保東翔高等學校 - 長崎縣立宇久高等學校 | 私立 - 西海學園高等學校 - 聖和女子學院中學校、高等學校 - 佐世保實業高等學校 - 久田學園佐世保女子高等學校 - 九州文化學園高等學校 |

### 特殊學校
- 長崎縣立佐世保聾學校

## 姊妹、友好城市

### 日本國內
- 九重町（大分縣玖珠郡）
  - 於1991年7月26日締結為姊妹都市：位在大分縣西南部的九重連峰之北部，人口約12,000人，是有許多地熱景觀和溫泉的高原城鎮。從1955年（昭和30年）起和佐世保世之間有蔬果作物的運輸關係，以此為契機締結了姊妹都市。

### 海外
- 阿布奎基（美國新墨西哥州）
  - 於1966年11月1日締結為姊妹都市
- 科夫斯港（澳大利亞新南威爾士州）
  - 於1988年6月6日締結為姊妹都市
- 厦門市（中華人民共和國福建省）
  - 於1983年10月28日締結為姊妹都市
- 聖地牙哥港（美國加利福尼亞州聖地牙哥市）
  - 於1982年10月20日和佐世保港成為姊妹港

## 本地出身之名人

### 政商
- 原田泳幸：日本麥當勞CEO
- 山口喜久一郎：政治家、前日本眾議院議長

### 學者
- 滿屋裕明 - 熊本大學教授、病毒學家、紫綬褒章獲得者

### 文化、演藝
- 岩崎舞：前SweetS成員、歌手
- 岡本麗：女演員
- 神尾正武：作家
- 久保ミツロウ：漫畫家
- 桑原譲太郎：作家
- 早霧せいな：寶塚歌劇團 雪組  トップスター
- 佐藤正午：作家
- 末吉秀太：AAA成員、歌手
- 平浩二：歌手
- 高井研一郎：漫畫家
- TAKAHIRO：放浪兄弟成員、歌手
- 竹輪春奈：前SweetS、歌手
- 谷隼人：俳優
- 椿明日：漫畫家
- 中村ケイジ：作家
- 深浦康市：將棋棋士
- 前川清：歌手
- 卷來功士：漫畫家
- 椋尾篁：動畫美術監督
- 村上龍：作家
- 吉村夏希：漫畫家
- 大久保麻梨子：女演員

### 體育
- 城島健司：職業棒球選手
- 田中敬人：前職業棒球選手
- 村田善則：前職業棒球選手
- 川島慶三：職業棒球選手
- 森岡良介：職業棒球選手

## 外部連結
- （日語）佐世保市官方網站* （日語）
- （日語）漢堡傳入日本之地「佐世保」
- （日語） 維客旅行上的佐世保市（页面存档备份，存于）
- OpenStreetMap上有關佐世保市的地理

1. ↑  . 佐世保市政府. 2020-01-09  [2020-02-11]. （原始内容存档于2020-02-14） （日语）.